# Phelsuma comorensis
Phelsuma comorensis là một loài thằn lằn trong họ Gekkonidae. Loài này được Boettger mô tả khoa học đầu tiên năm 1913.